# Viva la vita (Francesco Gabbani)
Viva la vita è un singolo del cantautore italiano Francesco Gabbani, pubblicato il 12 febbraio 2025 come terzo estratto dal sesto album in studio Dalla tua parte.
Il brano è stato presentato in gara durante la 75ª edizione del Festival di Sanremo, dove si è classificato all'ottavo posto.

## Antefatti e descrizione
Il brano, un inno alla bellezza della vita scritto dallo stesso Francesco Gabbani con Claudio Gabelloni, Andrea Vittori, Giuseppe Zito e Luigi De Crescenzo, in arte Pacifico, è prodotto da Davide Simonetta, in arte d.whale. Esso, avendo segnato la quarta partecipazione dell'artista al Festival di Sanremo, è stato descritto in un'intervista in conferenza stampa:

## Promozione
Dopo la conferma del cantautore tra i big in gara al Festival di Sanremo 2025, annunciata da Carlo Conti al TG1 il 1º dicembre 2024, il titolo del brano è stato rivelato il 18 dicembre nel corso della finale della diciottesima edizione del concorso canoro Sanremo Giovani.

## Video musicale
Il video musicale, diretto da Filiberto Signorello, è stato pubblicato in concomitanza all'uscita del brano attraverso il canale YouTube del cantautore.

## Tracce
Testi di Francesco Gabbani, Claudio Gabelloni, Andrea Vittori e Luigi De Crescenzo, musiche di Francesco Gabbani, Davide Simonetta, Giuseppe Zito e Luigi De Crescenzo.
1. Viva la vita – 3:38

## Formazione
- Francesco Gabbani – voce, chitarra, sintetizzatore
- Davide "d.whale" Simonetta – batteria, sintetizzatore, musica per archi, produzione
- Giuseppe Zito – pianoforte, organo
- Lucio Enrico Fascino – chitarra basso
- Pino "Pinaxa" Pishetola – masterizzazione, missaggio

## Classifiche
| Classifica (2025) | Posizione massima |
| ----------------- | ----------------- |
| Italia            | 30                |